# Müllendorf
Müllendorf è un comune austriaco di 1 388 abitanti nel distretto di Eisenstadt-Umgebung, in Burgenland.